# Santuario della Madonna della Rocchetta (Paderno d'Adda)
Il Santuario della Madonna della Rocchetta a Paderno d'Adda è situato tra il fiume Adda e il Naviglio di Paderno, all'interno dell'ecomuseo Adda di Leonardo da Vinci. La chiesetta è dedicata alla Vergine e appartiene alla parrocchia di Porto d'Adda. Nella sua storia fu spesso oggetto di restauro.

## Storia
Questo santuario ebbe origine quando la città di Milano era nel suo momento di maggior fervore religioso, che fece sorgere il Duomo di Milano dedicato a Maria Nascente. Nel 1386, il milanese dottor Beltrando da Cornate volle far erigere vicino alla Rocchetta una chiesa dedicata alla Vergine con insieme una casetta dove dovevano abitare i frati eremiti dell'ordine di Sant'Agostino. Il convento della Rocchetta fu costituito regolarmente e si ha notizia del fatto che nel 1397 il priore fosse il padre Marco da Merate.
Nei primi decenni del XV secolo, il fiume Adda divenne il confine tra i territori del ducato di Milano e quelli della Repubblica di Venezia e per questo vennero inviati presso il convento alcuni soldati; la difficile convivenza convinse i frati ad abbandonare il luogo e Filippo Maria Visconti approfittò dell'occasione per fare edificare un fortilizio che inglobò la chiesa. I militari milanesi potevano così controllare sia i movimenti delle truppe venete al di là del fiume sia scoraggiare l’attraversamento del fiume stesso.
L'assenza forzata dei padri agostiniani della Rocchetta determinò l'abbandono dei beni dell'ente e per tale motivo nell'ottobre 1484 si procedette alla soppressione del convento, facendo confluire tutti i possessi al patrimonio del monastero milanese di San Marco. Nel corso del XVI secolo, le mutate condizioni politiche determinarono l'abbandono del fortilizio della Rocchetta. Il luogo divenne rifugio di ladri e banditi e per questo motivo ogni edificio ad eccezione della chiesa venne abbattuto. La chiesa non era in condizioni ottimali, malgrado l'opera di restauro degli operai addetti alla costruzione del Naviglio di Paderno, il quale verrà tuttavia completato soltanto nel 1777. All'interno della chiesa vi erano affreschi rappresentanti la Vergine, San Rocco e San Sebastiano.
All'epoca della fondazione, la chiesa della Rocchetta si trovava nella parrocchia di Porto d'Adda, frazione di Cornate d'Adda; successivamente viene indicata appartenente alla parrocchia e al territorio di Paderno, pertanto nacque una contesa per motivi economici tra i frati agostiniani e la parrocchia di Paderno. Nel Seicento, infatti, la festa della Vergine celebrata presso la Rocchetta il 9 settembre vedeva ogni anno accorrere notevoli folle, dal milanese al bergamasco, attirati dalla fama taumaturgica della Madonna della Rocchetta, il che originava un notevole giro di affari. I parroci che negli anni si susseguirono alla guida della comunità di Paderno, allettati dalla speranza di ricchi guadagni, riuscirono a dimostrare, anche grazie a un errore del catasto di Carlo V, l'appartenenza della Rocchetta al territorio di Paderno. La Rocchetta oggi è inserita nel territorio comunale di Paderno d'Adda, in provincia di Lecco, ma fa riferimento alla parrocchia di Porto d'Adda, in provincia di Monza e della Brianza.
Giovanni Dozio, professore di scienze bibliche e collaboratore del Museo Archeologico di Milano, scrisse nella seconda metà del XIX secolo di aver trovato accenni di un forte o rocchetta più antico rispetto alla fondazione della chiesa. Dozio riteneva che si trattasse di un castello eretto intorno all'anno Mille. In queste carte del XV e XVI secolo, oltre alla chiesa di Cornate d'Adda è nominato un "castrum quod nominatur Rauca" ossia una "rocca".
In conclusione, quello che si può affermare con certezza è che Beltrando fece erigere nel 1386 un piccolo convento con una chiesa dedicata a Maria e lo donò agli Agostiniani. Quel piccolo convento, conclusasi la pace tra il duca di Milano e la Repubblica Veneta, non poté più esistere e i padri si dispersero nei paesi vicini aiutando le chiese secolari, pertanto la chiesetta fu conservata, ma andò lentamente in decadenza. Con la soppressione del convento milanese di San Marco nel 1796, gli Agostiniani non ebbero più ingerenze né a Porto d'Adda né alla Rocchetta e i loro beni furono venduti a privati.

### Storia recente
Nei primi anni Novanta furono scoperte delle fortificazioni che in origine dovevano cingere completamente la cima del colle di Santa Maria; le cerchia di mura erano realizzate con ciottoli legati e malta di calce. Grazie alla tessitura del muro, che era realizzato un po' in stile romano e un po' in stile greco, si ipotizza che la fortificazione sia databile al periodo altomedievale e non all'epoca visconteo-sforzesca.
Dal 1998 al 2000, nelle campagne vicine alla chiesa della Madonna della Rocchetta, sono stati effettuati degli scavi, che riportarono alla luce un'immensa cisterna d'acqua risalente all'alto Medioevo situata proprio di fronte alla chiesa.
Fino al 2006 la chiesa veniva aperta una sola volta l'anno, in occasione della festa della Madonna della Rocchetta che si celebra il Lunedì dell'Angelo. In quel periodo, il Parroco di Porto d'Adda nominò Fiorenzo Mandelli responsabile curatore del sito, sul quale la natura aveva preso il sopravvento. Così, Mandelli ripulì la chiesa e la rocca dalla boscaglia e consentì un'apertura della chiesa più frequente. L'incarico di Mandelli è durato per 15 anni, fino al 2021, periodo in cui il Santuario divenne meta di gruppi e scolaresche e di un buon numero di visitatori. Inoltre, nella chiesa furono celebrati diversi matrimoni. Attualmente Mandelli si occupa della Chiesa di Santa Maria Addolorata nella stessa Paderno d'Adda.
Dal 2009, il Santuario della Madonna della Rocchetta è divenuto tappa del Cammino di Sant'Agostino, pellegrinaggio che tocca 50 santuari mariani in Brianza.
Il 2 giugno 2019, per l'impegno profuso nella riqualificazione del sito, Fiorenzo Mandelli è stato insignito dal presidente della Repubblica Sergio Mattarella dell'onorificenza di cavaliere al merito della Repubblica Italiana. Il 24 luglio 2023 il Sindaco di Paderno d'Adda Gianpaolo Torchio ha conferito a Mandelli la benemerenza civica, testimonianza di un’attività culturale, storica, paesaggistica e religiosa che ha motivato negli anni la riconoscenza e l’affetto di molti visitatori verso il Cavaliere “custode della memoria”.